# Panthère (Schiff)
Die Panthère (deutsch: Panther) war ein Großzerstörer der Chacal-Klasse für die französische Marine. Am 9. September 1943 versenkte die Besatzung die Panthère in La Spezia selber.

## Maschinenanlage
Die Antriebsanlage der Panthère bestand aus fünf Dampfkesseln und zwei Dampfturbinen. Diese trieben über zwei Antriebswellen die beiden Schrauben an. Die Maschinen leisteten 55.000 WPS. Damit konnte eine Geschwindigkeit von 35,5 kn (etwa 66 km/h) erreicht werden.

## Bewaffnung
Die Hauptartillerie der Panthère bestand aus fünf Geschützen 13,0 cm L/40 Model 1919 in Einzelaufstellung. Diese Kanone konnte eine 34,85 Kilogramm schwere Granate über eine maximale Distanz von 18.900 m feuern.
Als Flugabwehrbewaffnung verfügte die Panthère bei Indienststellung über vier 7,5-cm-Flugabwehrkanonen des Models 1924 in Einzelaufstellung. Diese befanden sich links und rechts mittschiffs. Da die Chacal-Klasse toplastig war, wurden 1932 beide Geschütze gegen Maschinengewehre vom Typ Hotchkiss M1929 ausgetauscht. Diese wurden in zwei Zwillingslafetten montiert.
Als Torpedobewaffnung verfügte die Panthère über sechs Torpedorohre in zwei Dreiergruppen für den Torpedo Mle 1919D. Zudem verfügte das Schiff über zwei Wasserbombenwerfer am Heck für 20 Guiraud-Mle-1922-200-kg-Wasserbomben und mittschiffs links und rechts je zwei Wasserbombenwerfer für 12 Guiraud-Mle-1922-100-kg-Wasserbomben. Die Werfer links und rechts wurden 1932 aufgrund ihrer ungünstigen Positionierung ausgebaut. Der Platz sollte für Ginocchio-Schlepptorpedos dienen. Das Projekt wurde allerdings 1938 eingestellt.

## Verbleib
Am 27. November 1942, während der Selbstversenkung der Vichy-Flotte, befand sich die Panthère auch im Hafen von Toulon. Das Schiff stand allerdings nur in Reserve und hatte eine Notbesatzung an Bord. Deswegen war es eines der wenigen Schiffe, welches von den Deutschen nahezu unbeschädigt erobert werden konnte. Am 14. Dezember 1942 übernahmen die Italiener das Schiff. Am 19. Januar 1943 wurde es als FR 22 in Dienst der Regia Marina gestellt, nachdem Pierre Laval, Ministerpräsident der Vichy-Regierung, dem Transfer zugestimmt hatte. Am 23. März 1943 konnte die FR 22 aus eigener Kraft nach Tarent fahren und wurde von dort aus als Transporter genutzt. Bemerkenswert ist die Fahrt von Benito Mussolini, der am 6. August 1943 von der Insel Ponza nach La Maddalena auf Sardinien auf der FR 22 übersetzte. Am 9. September 1943, kurz nach Bekanntwerden des Waffenstillstands von Cassibile, wurde die FR 22 in La Spezia selber von ihrer Besatzung versenkt. Das Wrack wurde nach dem Krieg abgebrochen.